# میرآب (روستا)
 میراب  به عربی ( مِیراب  )، روستایی است در دهستان المُقَبَنَة از توابع استان حضرموت در کشور یمن در شبه جزیره عربستان.

## جمعیت
جمعیت آن ۱۰۶ نفر ( ۱۱ خانوار) می‌باشد.